# Transport kolejowy w Gwinei

Gwinejska sieć kolejowa. Na czerwono oznaczono linie o rozstawie metrowym, zaś na fioletowo linie o rozstawie normalnym.

Transport kolejowy w Gwinei – system transportu kolejowego działający na terenie Gwinei.
W Gwinei istnieje 1086 km linii kolejowych z czego 279 km to linie normalnotorowe, zaś 807 km linii posiada rozstaw metrowy. Wszystkie linie są niezelektryfikowane. 
W Gwinei funkcjonują następujący przewoźnicy:
- Chemin de fer de Guinée (ONCFG),
- Chemins de fer de la Compagnie des Bauxites de Guinée
- Chemin de fer Conakry (CBG)
- Chemin de fer de Boké

Transport kolejowy w Gwinei ma charakter marginalny. 